# Купренко Наталія Іванівна
Наталія Іванівна Купренко — українська художниця, майстриня петриківського розпису.
Дочка відомої майстрині петриківського розпису Катерини Тимошенко.